# Anja Haas
Anja Haas, avstrijska alpska smučarka, * 30. maj 1971, Gerlos.
Nastopila je na Olimpijskih igrah 1994, kjer je zasedla 31. mesto v smuku in odstopila v kombinaciji. Na Svetovnem prvenstvu 1993 je osvojila bronasto medaljo v smuku. V svetovnem pokalu je tekmovala sedem sezon med letoma 1989 in 1995 ter dosegla tri zmage in še dve uvrstitvi na stopničke. V skupnem seštevku svetovnega pokala je bila najvišje na dvanajstem mestu leta 1991, leta 1993 je bila četrta v kombinacijskem seštevku.